# Новогодние великомученики
«Новогодние великомученики» ― рассказ русского писателя Антона Павловича Чехова, написанный в 1885 году. 

## Публикации
Впервые был опубликован в журнале «Осколки» в 1886 году, № 1, 4 января, подпись: А. Чехонте. Рассказ «Новогодние великомученики» печатался по журнальному тексту, который был отправлен в «Осколки» 28 декабря 1885 года. Антон Павлович Чехов писал Н. А. Лейкину:

Сегодня послан Вам не совсем удавшийся новогодний рассказ. Хотел написать покороче и испортил.

## Сюжет
Главный герой рассказа «Новогодние великомученики» — Герасим Кузьмич Синклетеев, которого обнаружили в бессознательном состоянии. Лежал он у одного из подъездов, лицо было его бледное, очки разбиты, одет в бобровую шубу, в новых резиновых калошах, был виден кусочек фрака с орденом Святого Станислава третьей степени. Городовой чиновник заговорил с ним, но он ничего не отвечал, а только тяжело дышал. Затем его везут в приёмный покой. Там пролежав полтора часа «и выпив целую склянку валерьяны» Синклетеев приходит в чувство и узнают, что он титулярный советник. Полицейский врач спрашивает у чиновника, как он себя чувствует, что у него болит, отчего упал и пил ли что-нибудь. Вначале он пробормотал: «С Новым годом, с новым счастьем...» Затем он ответил, что ничего не пил, а делал визиты, ходил пешком в гости, поздравлял знакомых с Новым годом. Далее он подробно рассказывал куда заходил, что пил и чем закусывал в гостях:

...к купцу Хрымову рукой подать... Зашел поздравить... с семейством... Предлагают выпить для праздника... А как не выпить? Обидишь, коли не выпьешь... Ну, выпил рюмки три... колбасой закусил... Оттеда на Петербургскую сторону к Лиходееву...От него пошел к Пелагее Емельяновне... Тут завтракать посадили и кофеем попотчевали...Потом у Иванова, Курдюкова и Шиллера был, у полковника Порошкова был, и там себя хорошо чувствовал... У купца Дунькина был... Пристал ко мне, чтоб я коньяк пил и сосиску с капустой ел... Выпил я рюмки три... пару сосисок съел - и тоже ничего... Только уж потом, когда от Рыжова выходил, почувствовал в голове... мерцание... Ослабел... Не знаю, отчего...
Доктор ему говорит, что он переутомился и чтобы он шёл домой отдыхать. Синклетеев отвечает, что он должен поздравить других с Новым годом:

— Нельзя... Как можно с Новым годом не поздравить? Нужно-с... Не сходи к Наталье Егоровне, так жить не захочешь... Уж вы меня отпустите, г. доктор, не невольте...Синклетеев поднимается и тянется к одежде.
— Домой езжайте, если хотите, — говорит доктор, — но о визитах вам думать даже нельзя...

— Ничего-с, бог поможет... — вздыхает Синклетеев. — Я потихонечку пойду...